# 逆流大叔
《逆流大叔》（英語：Men On The Dragon）是一部2018年香港電影，原名《萬水千山縱橫》，後改名為《逆流大叔》，由陳詠燊導演，梁博恩任武術導演，吳鎮宇領銜主演，並由潘燦良、黃德斌、胡子彤、胡定欣及余香凝聯合演出。由天下一電影出品及發行，電影在2018年8月2日在香港上映。
本片為演員柳俊江生前的最後一部電影演出。

## 劇情
阿龍（吳鎮宇飾）、淑儀（潘燦良飾）、威廉（胡子彤飾），三個年屆中年，沒有目標，做事得過且過的電訊公司工程部技工，因公司掀起了裁員風暴，為表對公司忠誠以「保飯碗」，不情不願地與他們處於針對狀態的上司泰哥（黃德斌飾），一起參加公司主力贊助的龍舟比賽。四人開始接受了年輕女教練Dorothy（余香凝飾）的龍舟訓練。而他們四人亦面對自身的問題﹕單身的阿龍長期無償地單戀隔壁的單親母親Carol（胡定欣飾）；與妻母女兒同住的淑儀每天活在婆媳糾紛的夾縫中；看似風光的泰哥面對妻子（莊思敏飾）紅杏出牆，婚姻破裂；四人中最年輕的威廉應女友要求放棄當運動員的理想，卻鬱鬱不得志。各人一向都以消極逃避態度面對自身問題，活得沒有尊嚴。
龍舟訓練初期，阿龍與淑儀以一貫消極態度面對訓練，經常有退出的念頭。但隨箸各人開始投入訓練後，他們自身的問題就像城門河的河水一樣，被龍舟槳打得翻起跌蕩。面對不能解脫的男人之苦，這班男人唯有坐到龍舟之上，緊握龍舟槳，隨著擊鼓的節奏，竟重拾了人生久違了的衝勁，重燃鬥志勇敢地面對自己人生裡的挑戰！

## 演員
| 演員   | 角色    | 暱稱／關係 |
| 吳鎮宇 | 陳龍    | 天馬寛頻工程部技工 唐樓獨居 心儀鄰居楊敏琪 常到隔鄰煮晚飯與楊敏琪母女同吃 喜歡電影《英雄本色》 為了幫助楊敏琪母女而向上司黎家泰借錢 晚間要當貨運司機兼職賺錢償還債務                                                       |
| 胡定欣 | 楊敏琪  | Carol 美容界網絡博客KOL 過份在乎自己在網絡內的受歡迎指數 未婚生下女兒阿虫 陳龍鄰居 鍾情長期行蹤不明的男友張文寶 |
| 潘燦良 | 黃淑儀  | 天馬寛頻工程部技工 與陳龍同組 與母親妻子及兩女兒一家五口同住公屋單位 母親與剛來香港的妻子經常吵架 對教練Dorothy有遐想 角色名字同：黃淑儀                                                                                   |
| 黃德斌 | 黎家泰  | 天馬寛頻工程部主管 人稱「泰哥」 屬下暗地裡稱呼為「黎狗」 深愛妻子Yvonne 家庭關係疏離 在學時期乒乓球校隊成員 威廉自稱曾任乒乓球運動員即向他提出比試 公司栽員潮波及管理層後，發動整個工程部罷工 罷工期間自資龍舟隊出征長途賽 |
| 胡子彤 | 威廉    | 天馬寛頻工程部技工 與陳龍同組 前香港隊乒乓球全職運動員 女朋友要求放棄運動員的夢想轉工至天馬寛頻 與黎家泰傾訴彼此找到新方向                                                                                                 |
| 余香凝 | Dorothy | 龍舟隊教練 比賽中擔任龍舟隊鼓手 家族歷代參與龍舟競技 擁有外國龍舟教練證書 龍舟重男輕女關係不能任職教練 與同時有教練資格的外籍朋友Brando夾計之下被獲聘為副教練 其後Brando離職Dorothy成為主教練 注意黃淑儀亦喜歡與他傾談     |
| 李賞   | 阿蟲    | 楊敏琪、張文寶女兒 初中學生 陳龍鄰居 陳龍稱呼「虫哥」 不滿母親行徑 常逃到陳龍家中躲藏 趕赴城門河為湊夠人數參與龍舟比賽 告訴陳龍早上九時半母親在婚姻登記處與生父註冊結婚                                                    |
| 岑珈其 | 陳自豪  | 英文名Kenneth 天馬寛頻工程部技工 與陳龍同組 因罷工行動簽了自己真名被黎家泰解僱 |
| 莊思敏 | 葉惠霞  | Yvonne 黎家泰妻子 有一子 與Calvin有婚外情 欲與黎家泰離婚 |
| 柳俊江 | 唐家偉  | Calvin 地產公司分行經理 Yvonne新歡 斥責跪求要回妻子的黎家泰 |
| 梁天尺 | 張文寶  | 楊敏琪男友 阿蟲父親 藝術家 長期行蹤不明 出現時與楊敏琪註冊結婚 |
| 吳鳳鳴 |         | 黃淑儀妻子 由內地來香港定居兩年 與家婆常因小事經常家嘈屋閉 有兩名女兒，非常痛錫 不想兩名女兒給家婆照顧而放棄與黃淑儀去看劉德華演唱會                                                                                       |
| 陳仕文 |         | 地產公司經紀 催促陳龍與楊敏琪盡快落訂租下他們認為不錯的單位 |
| 駱振偉 | 白毛    | 龍舟隊隊友 |
| 黃天頤 | Kitty   | 威廉女朋友 |
| 龍文康 |         | 沙田婚姻登記處證婚人 |
| 程仁富 |         | 龍舟比賽工作人員 |

## 製作
電影在2017年7月至9月拍攝，正值暑假天氣炎熱。劇組想把握好天氣完成划龍舟的戲，所以電影開拍的頭三個星期都是在戶外拍攝。可是天氣一時下雨一時天晴，吳鎮宇因此生病，不過他為免影響拍攝進度決定帶病上陣。

### 資助
2017年8月，香港電影發展局的電影發展基金電影製作融資計劃為本電影提供了港幣HK$4,492,800的資助。

## 音樂
電影配樂由樂隊RubberBand主理，為該樂隊首次為電影配樂。RubberBand更憑此榮獲第38屆香港電影金像獎最佳原創電影音樂及最佳原創電影歌曲兩個獎項。

### 主題曲
《逆流之歌》
- 作曲、填詞、編曲、監製、主唱：RubberBand
- MV導演：陳詠燊

### 插曲
《大叔情歌》
- 作曲、編曲、監製、主唱：RubberBand
- 填詞：陳詠燊

## 發行

### 上映
位於灣仔香港藝術中心的「agnès b.」電影院，於2018年7月19日起將由古天樂的電影公司接手贊助，並命名為「古天樂電影院」（Louis Koo Cinema）。第一齣上映的電影是由古天樂有份投資的《逆流大叔》。

### 市場推廣
2018年6月23日，吳鎮宇和胡定欣為參演的電影《逆流大叔》出席中環舉行「香港龍舟嘉年華」，胡定欣表示：「 第一次拍電影，多謝(曾合拍TVB電視劇《衝上雲霄》系列的)鎮宇找我合作。」

### 首映
香港首映禮於2018年7月30日晚上9時於奧海城2期地下主題中庭舉行。

## 票房
第一周票房4日收135萬，其中2018年8月4及8月5分別收33萬及37萬。

第二周票房收220万，累計票房達到$3,552,313，上映場次雖然由86場下降至73場，但票房卻不跌反升，單日票房達$526,116。

第三周票房收$2,853,071，累計票房達到$6,405,384，票房连续三周逆流而上，步步高升。

第四周票房收$3,098,557，累計票房達到$9,503,941，票房连续四周逆跌幅，创造了一个不小的票房奇迹。

上映第五周，累計32日在2018年9月2日累積票房達到$12,151,928。

上映第六周，累計票房錄得1399萬元。

上映第七周，累計票房錄得1473萬元。

2018年9月20日，累計票房冲破1500萬元。

## 獎項及提名
《逆流大叔》入圍了2018年7月於美國紐約舉行的「紐約亞洲電影節」主競賽單元，並成為了唯一「焦點放映」電影，與及被邀請於2019年倫敦「華人視覺藝術節2019」 作歐洲首映。
| 年度   | 頒獎典禮                     | 獎項                  | 姓名                   | 结果 |
| ------ | ---------------------------- | --------------------- | ---------------------- | ---- |
| 2018年 | 紐約亞洲電影節               | 主競賽單元            | 《逆流大叔》           | 提名 |
| 2018年 | YAHOO!搜尋人氣大獎2018       | 本地電影              | 《逆流大叔》           | 獲獎 |
| 2018年 | YAHOO!搜尋人氣大獎2018       | 本地演員              | 吳鎮宇                 | 獲獎 |
| 2018年 | 面包台有您共鳴頒獎典禮2018   | 共鳴電影市場策略      | 天下一電影發行有限公司 | 獲獎 |
| 2018年 | 面包台有您共鳴頒獎典禮2018   | 共鳴電影導演          | 陳詠燊                 | 獲獎 |
| 2018年 | 面包台有您共鳴頒獎典禮2018   | 共鳴電影美術指導      | 張蚊                   | 獲獎 |
| 2019年 | 第25屆香港電影評論學會大獎   | 最佳男演員            | 潘燦良                 | 提名 |
| 2019年 | 第25屆香港電影評論學會大獎   | 最佳男演員            | 吳鎮宇                 | 提名 |
| 2019年 | 第2屆最港電影大獎            | 最港男演員            | 吳鎮宇                 | 提名 |
| 2019年 | 第2屆最港電影大獎            | 最港導演              | 陳詠燊                 | 獲獎 |
| 2019年 | 第2屆最港電影大獎            | 最港女演員            | 余香凝                 | 獲獎 |
| 2019年 | 第2屆最港電影大獎            | 最港電影              | 《逆流大叔》           | 提名 |
| 2019年 | 第2屆最港電影大獎            | 我最喜愛港片          | 《逆流大叔》           | 獲獎 |
| 2019年 | 第二屆MOVIE6全民票選電影大獎 | 最佳電影              | 《逆流大叔》           | 獲獎 |
| 2019年 | 第二屆MOVIE6全民票選電影大獎 | 最佳男主角            | 吳鎮宇                 | 提名 |
| 2019年 | 第二屆MOVIE6全民票選電影大獎 | 最佳男配角            | 潘燦良                 | 提名 |
| 2019年 | 第二屆MOVIE6全民票選電影大獎 | 最佳男配角            | 黃德斌                 | 提名 |
| 2019年 | 第二屆MOVIE6全民票選電影大獎 | 最佳女配角            | 余香凝                 | 提名 |
| 2019年 | 第二屆MOVIE6全民票選電影大獎 | 最佳新演員            | 胡定欣                 | 獲獎 |
| 2019年 | 第二屆MOVIE6全民票選電影大獎 | 最佳導演              | 陳詠燊                 | 獲獎 |
| 2019年 | 第二屆MOVIE6全民票選電影大獎 | 新晉導演              | 陳詠燊                 | 獲獎 |
| 2019年 | 香港電影我撐場民選大獎2019   | 我最撐電影大獎        | 《逆流大叔》           | 獲獎 |
| 2019年 | 香港電影我撐場民選大獎2019   | 我最撐男主角          | 吳鎮宇                 | 獲獎 |
| 2019年 | 香港電影我撐場民選大獎2019   | 我最撐男配角          | 黃德斌                 | 提名 |
| 2019年 | 香港電影我撐場民選大獎2019   | 我最撐男配角          | 潘燦良                 | 提名 |
| 2019年 | 香港電影我撐場民選大獎2019   | 我最撐女配角          | 余香凝                 | 提名 |
| 2019年 | 香港電影我撐場民選大獎2019   | 我最撐新晉演員        | 胡定欣                 | 獲獎 |
| 2019年 | 香港電影我撐場民選大獎2019   | 我最撐導演            | 陳詠燊                 | 獲獎 |
| 2019年 | 第38屆香港電影金像獎         | 最佳導演              | 陳詠燊                 | 提名 |
| 2019年 | 第38屆香港電影金像獎         | 新晉導演              | 陳詠燊                 | 提名 |
| 2019年 | 第38屆香港電影金像獎         | 最佳編劇              | 陳詠燊                 | 提名 |
| 2019年 | 第38屆香港電影金像獎         | 最佳電影              | 《逆流大叔》           | 提名 |
| 2019年 | 第38屆香港電影金像獎         | 最佳男主角            | 吳鎮宇                 | 提名 |
| 2019年 | 第38屆香港電影金像獎         | 最佳男配角            | 潘燦良                 | 提名 |
| 2019年 | 第38屆香港電影金像獎         | 最佳男配角            | 黃德斌                 | 提名 |
| 2019年 | 第38屆香港電影金像獎         | 最佳女配角            | 余香凝                 | 提名 |
| 2019年 | 第38屆香港電影金像獎         | 最佳新演員            | 胡定欣                 | 提名 |
| 2019年 | 第38屆香港電影金像獎         | 最佳原創電影音樂      | Rubberband             | 獲獎 |
| 2019年 | 第38屆香港電影金像獎         | 最佳原創電影歌曲      | 《逆流之歌》Rubberband | 獲獎 |
| 2019年 | 第25屆華鼎獎                 | 中國香港最佳電影      | 《逆流大叔》           | 獲獎 |
| 2021年 | Asian Pop-up Cinema          | Audience Choice Award | 《逆流大叔》           | 獲獎 |

## 參與影展
- 【New York Asian Film Festival】美國紐約
- 【Made in Hong Kong Film Festival】美國華盛頓
- 【Chinese Visual Festival】英國倫敦
- 【Hong Kong Cinema】美國三藩巿
- 【北京國際電影節】中國北京
- 【香港主題電影展】中國北京、濟南、天津、重慶、無錫、沈陽、杭州、大連、成都、上海、深圳、昆明、廣州、武漢、寧波、長沙[11]
- 【第28屆金雞百花電影節】中國廈門
- 【Asian Pop-Up Cinema】美國芝加哥

## 外部連接
- 逆流大叔的Facebook專頁
- 香港影庫上《逆流大叔》的資料（繁體中文）
- 雅虎香港電影上《逆流大叔》的資料（繁體中文）
- 豆瓣电影上《逆流大叔》的資料 （简体中文）
- 时光网上《逆流大叔》的資料（简体中文）
- 互联网电影数据库（IMDb）上《逆流大叔》的资料（英文）